# Monte Orohena
El monte Orohena es una montaña de 2241 metros de altura ubicada en el centro de la isla de Tahití en la Polinesia Francesa, en el Pacífico Sur. Es el punto más alto de dicha colectividad de ultramar. El monte Orohena es un volcán extinto. 

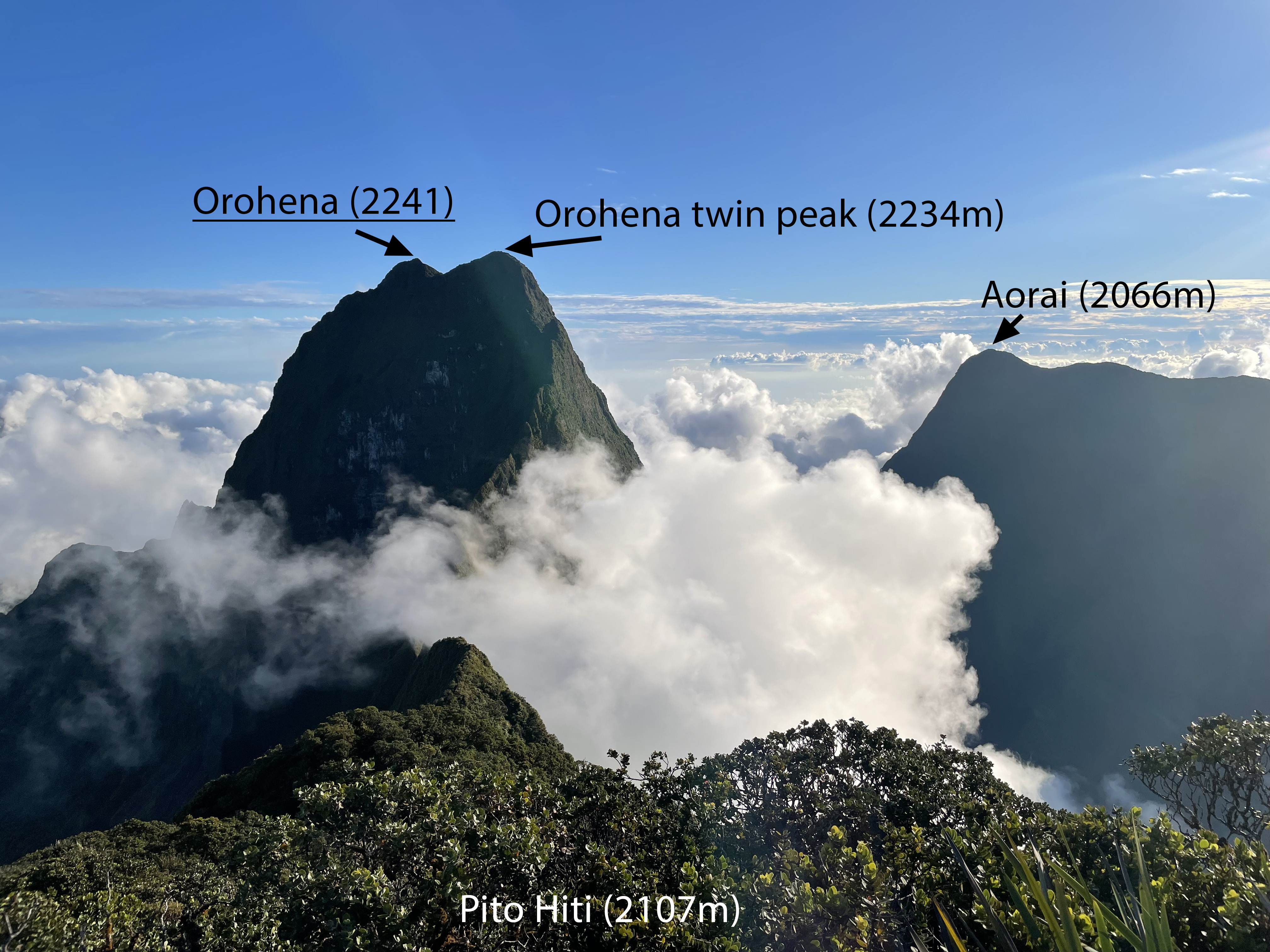
Monte Orohena, pico gemelo ligeramente más bajo del Orohena y Monte Aorai visto desde Monte Pito Hiti

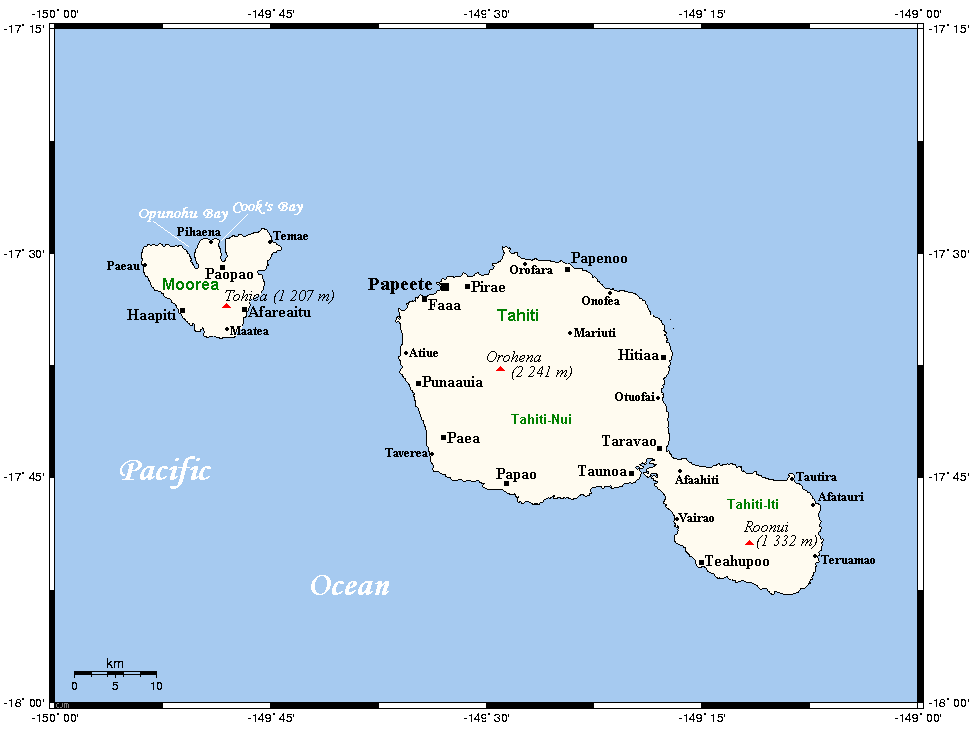
El Monte Orohena se encuentra en el centro de Tahití.

- Datos: Q512465
- Multimedia: Orohena / Q512465